# 浮間舟渡駅
浮間舟渡駅（うきまふなどえき）は、東京都北区浮間四丁目にある、東日本旅客鉄道（JR東日本）の駅である。駅番号はJA 17。北区最北端かつ最西端の駅でもある。また、JRにおける東京都区内最北端の駅でもある。

## 概要
1985年（昭和60年）に埼京線の開業とともに設置された。北区浮間と板橋区舟渡にまたがった位置にあるため、両者を合わせた駅名となった。駅の正式な所在地は北区浮間となっている。
当駅に乗り入れる路線は、線路名称上は東北本線（支線）であるが、運転系統上は埼京線として案内される。当駅と戸田公園駅の間に支社境が設けられている。かつ特定都区市内制度における「東京都区内」の北限になっている。

## 歴史
- 1979年（昭和54年）3月27日：国鉄が駅設置を決定[4]。
- 1985年（昭和60年）9月30日：国鉄の駅として開業[2]。
- 1987年（昭和62年）4月1日：国鉄分割民営化に伴い、東日本旅客鉄道（JR東日本）の駅となる[5]。
- 2001年（平成13年）11月18日：ICカード「Suica」の利用が可能となる[6]。

## 駅構造
島式ホーム1面2線を持つ高架駅である。ホームの新宿寄り（9号車付近）には待合所が設置されている。改札・出口は1か所で、出口は北側のみである。
JR東日本ステーションサービスによる業務委託駅であり、多機能券売機と指定席券売機が設置されている。

### のりば
| 番線 | 路線   | 方向 | 行先                                     |
| ---- | ------ | ---- | ---------------------------------------- |
| 1    | 埼京線 | 南行 | 池袋・新宿・大崎・りんかい線・相鉄線方面 |
| 1    | 埼京線 | 上り | 池袋・新宿・大崎・りんかい線・相鉄線方面 |
| 2    | 埼京線 | 北行 | 武蔵浦和・大宮・川越方面                 |
| 2    | 埼京線 | 下り | 武蔵浦和・大宮・川越方面                 |

### ステーションカラー
1985年（昭和60年）9月30日開業の埼京線の各駅（北赤羽 - 北与野間）には駅ごとに色が付けられ、現在も引き継がれている。当駅のカラーは常盤色（■）である。

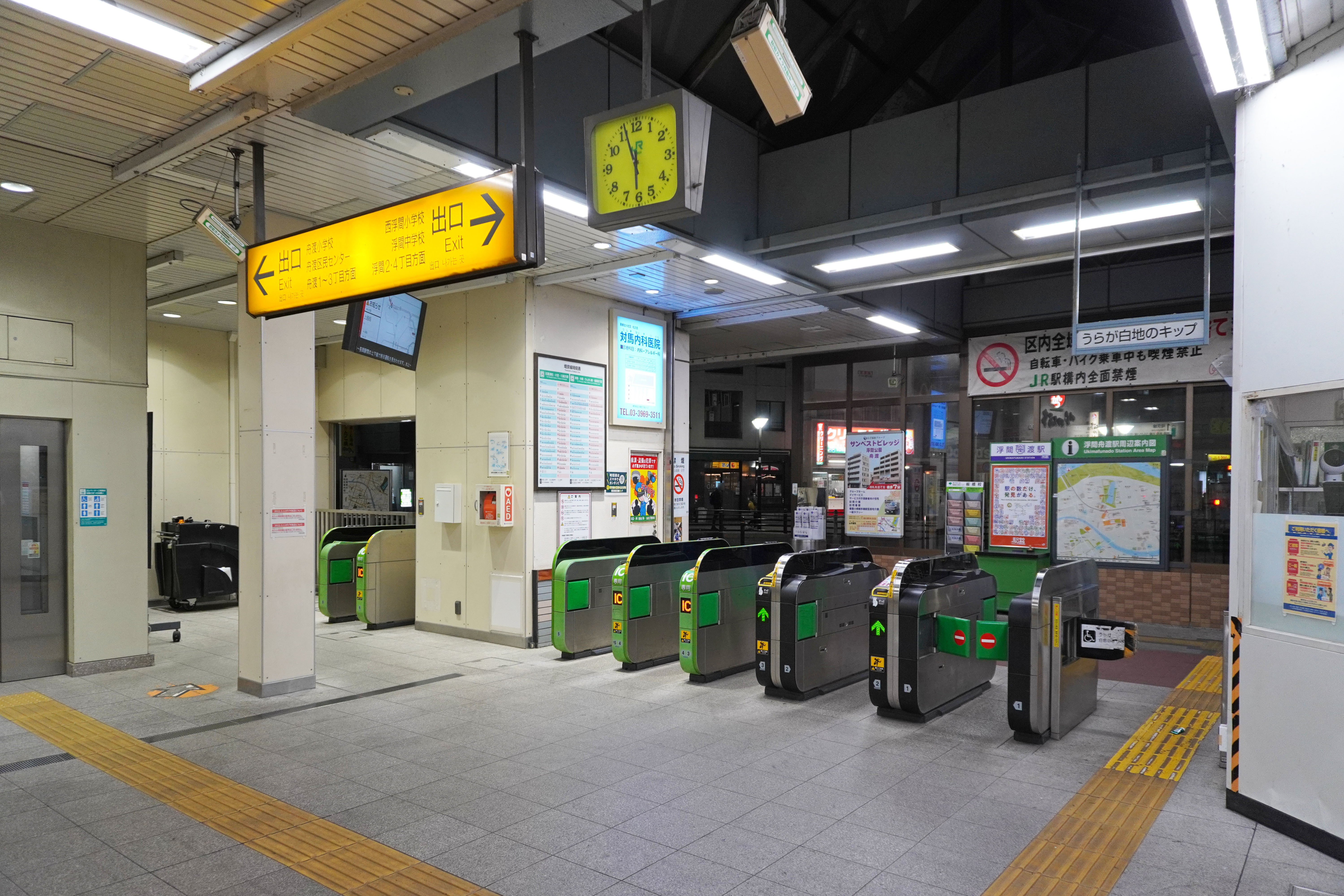
改札口（2023年1月）
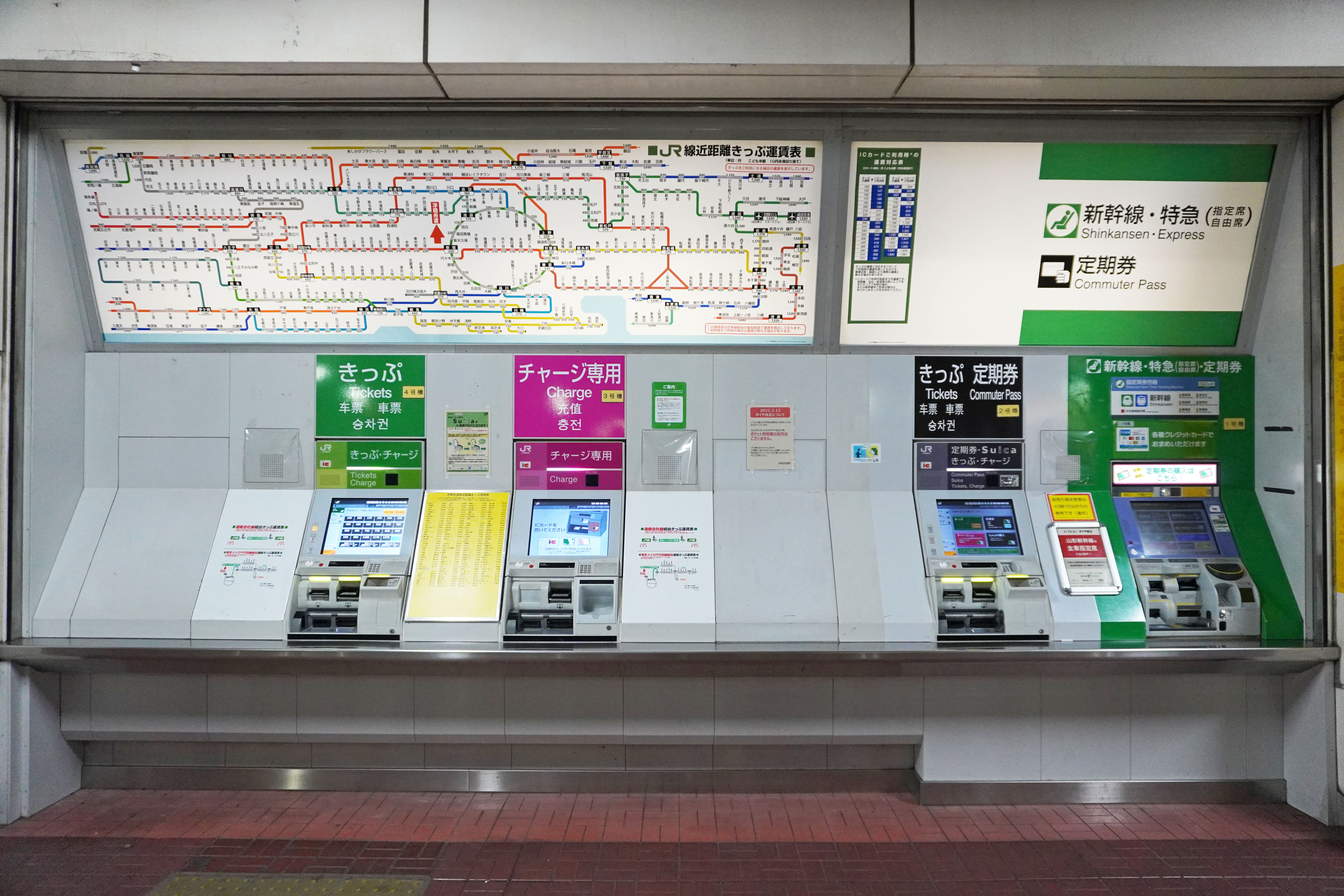
切符売り場（2023年1月）
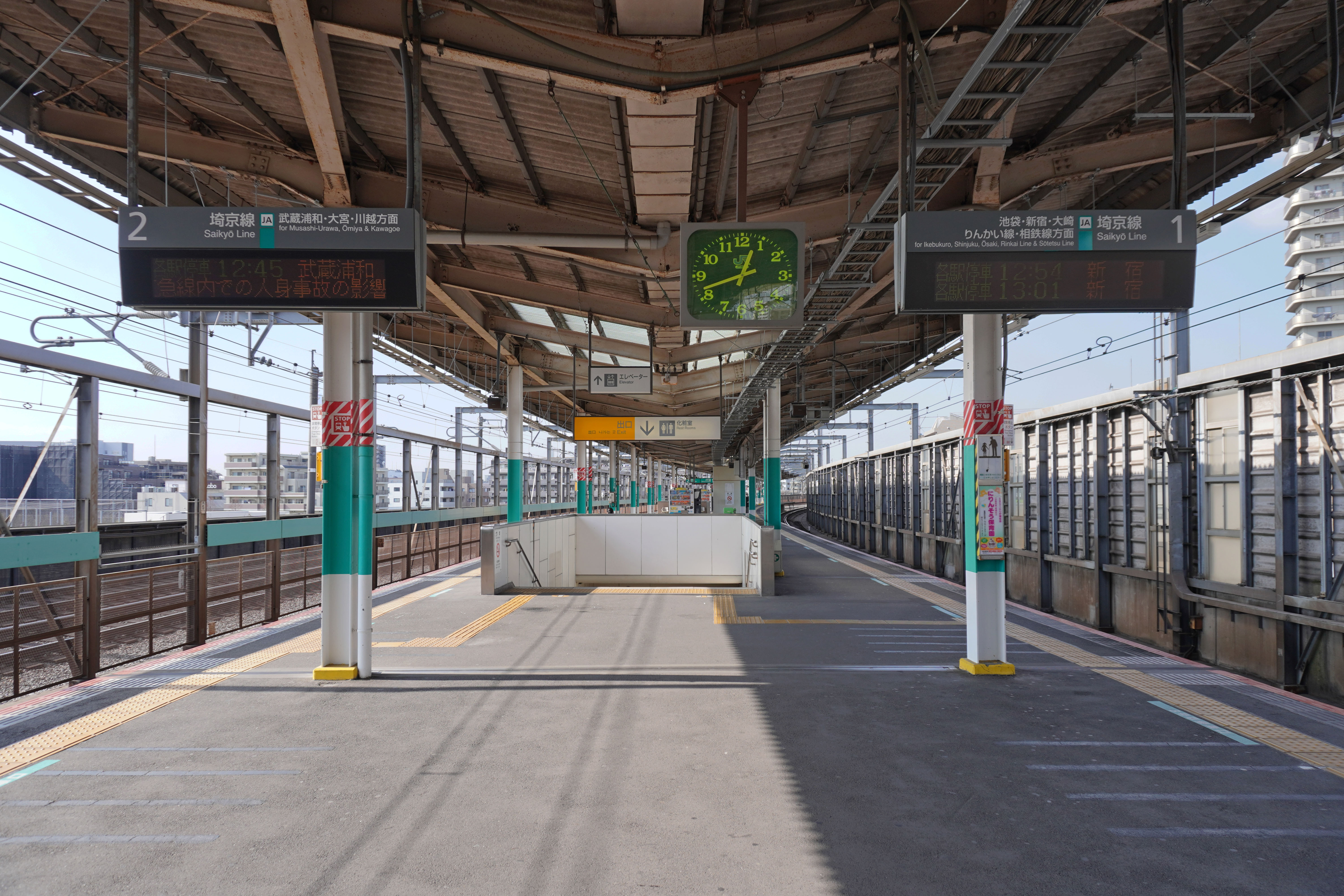
ホーム（2023年2月）

## 利用状況
2023年度（令和5年度）の1日平均乗車人員は21,231人である。毎年8月にいたばし花火大会が開催される時は、当駅が最寄り駅の1つになるため、非常に混雑する。そのため埼京線では、16時以降から最終列車まで快速を各駅停車に変更した臨時ダイヤが組まれ、輸送力増強を図っている。
開業後の1日平均乗車人員の推移は以下のとおりである。
| 1日平均乗車人員推移 | 1日平均乗車人員推移 | 1日平均乗車人員推移 | 1日平均乗車人員推移 | 1日平均乗車人員推移 | 1日平均乗車人員推移 | 1日平均乗車人員推移 |
| 年度                | 定期外              | 定期                | 合計                | 出典                | 出典                | 出典                |
| 年度                | 定期外              | 定期                | 合計                | JR                  | 東京都              | 板橋区              |
| ------------------- | ------------------- | ------------------- | ------------------- | ------------------- | ------------------- | ------------------- |
| 1985年（昭和60年）  |                     |                     | 4,087               |                     | [ 都 1 ]            |                     |
| 1986年（昭和61年）  |                     |                     | 6,630               |                     | [ 都 2 ]            |                     |
| 1987年（昭和62年）  |                     |                     | 7,907               |                     | [ 都 3 ]            |                     |
| 1988年（昭和63年）  |                     |                     | 9,455               |                     | [ 都 4 ]            |                     |
| 1989年（平成元年）  |                     |                     | 10,359              |                     | [ 都 5 ]            |                     |
| 1990年（平成02年）  |                     |                     | 11,197              |                     | [ 都 6 ]            |                     |
| 1991年（平成03年）  |                     |                     | 12,383              |                     | [ 都 7 ]            |                     |
| 1992年（平成04年）  |                     |                     | 13,559              |                     | [ 都 8 ]            |                     |
| 1993年（平成05年）  |                     |                     | 13,819              |                     | [ 都 9 ]            |                     |
| 1994年（平成06年）  |                     |                     | 13,778              |                     | [ 都 10 ]           |                     |
| 1995年（平成07年）  |                     |                     | 14,393              |                     | [ 都 11 ]           |                     |
| 1996年（平成08年）  |                     |                     | 15,312              |                     | [ 都 12 ]           |                     |
| 1997年（平成09年）  |                     |                     | 15,668              |                     | [ 都 13 ]           |                     |
| 1998年（平成10年）  |                     |                     | 15,825              |                     | [ 都 14 ]           |                     |
| 1999年（平成11年）  |                     |                     | 16,249              |                     | [ 都 15 ]           |                     |
| 2000年（平成12年）  |                     |                     | 16,488              | [ JR 2 ]            | [ 都 16 ]           |                     |
| 2001年（平成13年）  |                     |                     | 16,653              | [ JR 3 ]            | [ 都 17 ]           |                     |
| 2002年（平成14年）  |                     |                     | 17,184              | [ JR 4 ]            | [ 都 18 ]           |                     |
| 2003年（平成15年）  |                     |                     | 17,835              | [ JR 5 ]            | [ 都 19 ]           |                     |
| 2004年（平成16年）  | 5,826               | 11,959              | 17,785              | [ JR 6 ]            | [ 都 20 ]           | [ 板 1 ]            |
| 2005年（平成17年）  | 6,378               | 12,041              | 18,420              | [ JR 7 ]            | [ 都 21 ]           | [ 板 1 ]            |
| 2006年（平成18年）  | 6,490               | 12,212              | 18,702              | [ JR 8 ]            | [ 都 22 ]           | [ 板 1 ]            |
| 2007年（平成19年）  |                     |                     | 18,959              | [ JR 9 ]            | [ 都 23 ]           | [ 板 2 ]            |
| 2008年（平成20年）  |                     |                     | 19,235              | [ JR 10 ]           | [ 都 24 ]           | [ 板 3 ]            |
| 2009年（平成21年）  |                     |                     | 19,259              | [ JR 11 ]           | [ 都 25 ]           | [ 板 4 ]            |
| 2010年（平成22年）  |                     |                     | 19,546              | [ JR 12 ]           | [ 都 26 ]           | [ 板 5 ]            |
| 2011年（平成23年）  |                     |                     | 19,463              | [ JR 13 ]           | [ 都 27 ]           | [ 板 6 ]            |
| 2012年（平成24年）  | 6,526               | 13,629              | 20,155              | [ JR 14 ]           | [ 都 28 ]           | [ 板 7 ]            |
| 2013年（平成25年）  | 6,671               | 14,359              | 21,031              | [ JR 15 ]           | [ 都 29 ]           | [ 板 8 ]            |
| 2014年（平成26年）  | 6,492               | 14,067              | 20,559              | [ JR 16 ]           | [ 都 30 ]           | [ 板 9 ]            |
| 2015年（平成27年）  | 6,601               | 14,087              | 20,688              | [ JR 17 ]           | [ 都 31 ]           | [ 板 10 ]           |
| 2016年（平成28年）  | 6,714               | 14,627              | 21,342              | [ JR 18 ]           | [ 都 32 ]           | [ 板 11 ]           |
| 2017年（平成29年）  | 6,808               | 14,999              | 21,808              | [ JR 19 ]           | [ 都 33 ]           | [ 板 12 ]           |
| 2018年（平成30年）  | 6,881               | 15,258              | 22,140              | [ JR 20 ]           | [ 都 34 ]           | [ 板 13 ]           |
| 2019年（令和元年）  | 6,583               | 15,309              | 21,892              | [ JR 21 ]           | [ 都 35 ]           | [ 板 14 ]           |
| 2020年（令和02年）  | 4,766               | 12,679              | 17,446              | [ JR 22 ]           | [ 都 36 ]           | [ 板 15 ]           |
| 2021年（令和03年）  | 5,519               | 12,807              | 18,326              | [ JR 23 ]           | [ 都 37 ]           | [ 板 16 ]           |
| 2022年（令和04年）  | 6,373               | 13,384              | 19,757              | [ JR 24 ]           | [ 都 38 ]           | [ 板 17 ]           |
| 2023年（令和05年）  | 6,989               | 14,241              | 21,231              | [ JR 1 ]            |                     |                     |

備考
1. ↑  1985年（昭和60年）9月30日開業。開業日から翌年3月31日までの計183日間を集計したデータ。

## 駅周辺
舟渡地区はかねてから工業地域として発展していたが、埼京線が開通してから大宮・大崎・東京・品川への所要時間がそれぞれ30分程度と利便性が高まり、近年は一・二丁目を中心にアイ・タワーなど中高層マンションの建設が盛んである。浮間地区は元々住宅地であったことから開発余地が比較的少なく変化も少なかったが、近年は中高層マンションが少しずつ建ち始めている。
北には浮間ヶ池を中心にした浮間公園がある。南には浮間中学校・西浮間小学校と、東京都下水道局の浮間水再生センターがある。
公共施設
- 北浮間二郵便局
- 板橋舟渡郵便局
- 板橋区立企業活性化センター
- 戸田葬祭場
- 北区立浮間図書館（浮間中学校複合施設）
- 志村警察署

学校
- 北区立西浮間小学校
- 北区立浮間中学校
- 板橋区立舟渡小学校
- 板橋区立志村第五中学校
- 中央・城北職業能力開発センター板橋校（旧・東京都立板橋技術専門校）

公園・緑地
- 浮間公園 - 浮間ヶ池
- 新河岸東公園（浮間子どもスポーツ広場）
- 荒川土手

その他
- 国道17号
- マルエツ浮間舟渡店
- ウエルシア板橋浮間舟渡店
- スーパーベルクス浮間舟渡店
- オリンピック志村坂下店

## バス路線
「浮間舟渡駅」停留所にて、国際興業バスと日立自動車交通が運行する路線バスが発着する。
| のりば     | 運行事業者     | 系統・行先                                              |
| ---------- | -------------- | ------------------------------------------------------- |
| 1          | 国際興業バス   | 東練05：西台駅・東武練馬駅方面                          |
| 2          | 国際興業バス   | - 東練01：高島平駅・東武練馬駅方面 - 高02：高島平駅方面 |
| 浮間公園前 | 日立自動車交通 | Kバス 浮間ルート：赤羽駅                                |

このほか、国際興業バスの路線バスが乗り入れる降車専用ののりばが存在する。

## 運賃計算の特例
着駅を「東京都区内」とする乗車券（東京近郊区間内完結になる場合を除く）で大宮駅以北に乗り越した場合などは、大都市近郊区間における選択乗車を認める制度により最短距離での計算となるため、実際の乗車経路が川口・浦和経由であっても赤羽駅からの計算ではなく、当駅からの計算となる（赤羽 - 川口 - 大宮：17.1 km、浮間舟渡 - 戸田公園 - 大宮：14.9 km）。

## 隣の駅
東日本旅客鉄道（JR東日本）
 埼京線
■通勤快速・■快速
通過
■各駅停車
北赤羽駅 (JA 16) - 浮間舟渡駅 (JA 17) - 戸田公園駅 (JA 18)

### 記事本文
1. 1 2 3  “駅の情報（浮間舟渡駅）：JR東日本”.   東日本旅客鉄道. 2024年11月26日閲覧。
2. 1 2  「埼京線スタート 池袋－大宮」『読売新聞』読売新聞社、1985年9月30日、1 夕刊。
3. 1 2  事業エリアマップ - JR東日本ステーションサービス.2021年12月17日閲覧
4. ↑  「赤羽－戸田橋間に二駅 「通勤新線」の新駅 国鉄が方針」『毎日新聞』毎日新聞社、1979年3月28日、21面。
5. ↑  石野哲（編）『停車場変遷大事典 国鉄・JR編 Ⅱ』（初版）JTB、1998年10月1日、422頁。ISBN 978-4-533-02980-6。
6. ↑  “Suicaご利用可能エリアマップ（2001年11月18日当初）” (PDF).   東日本旅客鉄道. 2019年7月27日時点のオリジナルよりアーカイブ。2020年4月23日閲覧。
7. 1 2  “JR東日本：駅構内図・バリアフリー情報（浮間舟渡駅）”.   東日本旅客鉄道. 2024年11月26日閲覧。

### 利用状況
JR東日本
1. 1 2  “各駅の乗車人員（2023年度）”.   東日本旅客鉄道. 2024年11月27日閲覧。
2. ↑  “各駅の乗車人員（2000年度）”.   東日本旅客鉄道. 2024年11月27日閲覧。
3. ↑  “各駅の乗車人員（2001年度）”.   東日本旅客鉄道. 2024年11月27日閲覧。
4. ↑  “各駅の乗車人員（2002年度）”.   東日本旅客鉄道. 2024年11月27日閲覧。
5. ↑  “各駅の乗車人員（2003年度）”.   東日本旅客鉄道. 2024年11月27日閲覧。
6. ↑  “各駅の乗車人員（2004年度）”.   東日本旅客鉄道. 2024年11月27日閲覧。
7. ↑  “各駅の乗車人員（2005年度）”.   東日本旅客鉄道. 2024年11月27日閲覧。
8. ↑  “各駅の乗車人員（2006年度）”.   東日本旅客鉄道. 2024年11月27日閲覧。
9. ↑  “各駅の乗車人員（2007年度）”.   東日本旅客鉄道. 2024年11月27日閲覧。
10. ↑  “各駅の乗車人員（2008年度）”.   東日本旅客鉄道. 2024年11月27日閲覧。
11. ↑  “各駅の乗車人員（2009年度）”.   東日本旅客鉄道. 2024年11月27日閲覧。
12. ↑  “各駅の乗車人員（2010年度）”.   東日本旅客鉄道. 2024年11月27日閲覧。
13. ↑  “各駅の乗車人員（2011年度）”.   東日本旅客鉄道. 2024年11月27日閲覧。
14. ↑  “各駅の乗車人員（2012年度）”.   東日本旅客鉄道. 2024年11月27日閲覧。
15. ↑  “各駅の乗車人員（2013年度）”.   東日本旅客鉄道. 2024年11月27日閲覧。
16. ↑  “各駅の乗車人員（2014年度）”.   東日本旅客鉄道. 2024年11月27日閲覧。
17. ↑  “各駅の乗車人員（2015年度）”.   東日本旅客鉄道. 2024年11月27日閲覧。
18. ↑  “各駅の乗車人員（2016年度）”.   東日本旅客鉄道. 2024年11月27日閲覧。
19. ↑  “各駅の乗車人員（2017年度）”.   東日本旅客鉄道. 2024年11月27日閲覧。
20. ↑  “各駅の乗車人員（2018年度）”.   東日本旅客鉄道. 2024年11月27日閲覧。
21. ↑  “各駅の乗車人員（2019年度）”.   東日本旅客鉄道. 2024年11月27日閲覧。
22. ↑  “各駅の乗車人員（2020年度）”.   東日本旅客鉄道. 2024年11月27日閲覧。
23. ↑  “各駅の乗車人員（2021年度）”.   東日本旅客鉄道. 2024年11月27日閲覧。
24. ↑  “各駅の乗車人員（2022年度）”.   東日本旅客鉄道. 2024年11月27日閲覧。

東京都統計年鑑
1. ↑  “東京都統計年鑑 昭和60年 94～102表 運輸及び通信” (PDF). 東京都統計データアーカイブ.   東京都. 2024年11月27日閲覧。 ※東京都統計データアーカイブより、調査名と対象年を手動選択。
2. ↑  “東京都統計年鑑 昭和61年 106～114表 運輸及び通信” (PDF). 東京都統計データアーカイブ.   東京都. 2024年11月27日閲覧。 ※東京都統計データアーカイブより、調査名と対象年を手動選択。
3. ↑  “東京都統計年鑑 昭和62年 102～109表 運輸及び通信” (PDF). 東京都統計データアーカイブ.   東京都. 2024年11月27日閲覧。 ※東京都統計データアーカイブより、調査名と対象年を手動選択。
4. ↑  “東京都統計年鑑 昭和63年 100～108表 運輸及び通信” (PDF). 東京都統計データアーカイブ.   東京都. 2024年11月27日閲覧。 ※東京都統計データアーカイブより、調査名と対象年を手動選択。
5. ↑  “東京都統計年鑑 平成元年 99～107表 運輸及び通信” (PDF). 東京都統計データアーカイブ.   東京都. 2024年11月27日閲覧。 ※東京都統計データアーカイブより、調査名と対象年を手動選択。
6. ↑  “東京都統計年鑑 平成2年 95～103表 運輸及び通信” (PDF). 東京都統計データアーカイブ.   東京都. 2024年11月27日閲覧。 ※東京都統計データアーカイブより、調査名と対象年を手動選択。
7. ↑  “東京都統計年鑑 平成3年 102～110表 運輸及び通信” (PDF). 東京都統計データアーカイブ.   東京都. 2024年11月27日閲覧。 ※東京都統計データアーカイブより、調査名と対象年を手動選択。
8. ↑  “東京都統計年鑑 平成4年 94～126表 運輸及び通信” (PDF). 東京都統計データアーカイブ.   東京都. 2024年11月27日閲覧。 ※東京都統計データアーカイブより、調査名と対象年を手動選択。
9. ↑  “東京都統計年鑑 平成5年 94～126表 運輸及び通信” (PDF). 東京都統計データアーカイブ.   東京都. 2024年11月27日閲覧。 ※東京都統計データアーカイブより、調査名と対象年を手動選択。
10. ↑  “東京都統計年鑑 平成6年 97～129表 運輸及び通信” (PDF). 東京都統計データアーカイブ.   東京都. 2024年11月27日閲覧。 ※東京都統計データアーカイブより、調査名と対象年を手動選択。
11. ↑  “東京都統計年鑑 平成7年 107～138表 運輸及び通信” (PDF). 東京都統計データアーカイブ.   東京都. 2024年11月27日閲覧。 ※東京都統計データアーカイブより、調査名と対象年を手動選択。
12. ↑  “東京都統計年鑑 平成8年 107～138表 運輸及び通信” (PDF). 東京都統計データアーカイブ.   東京都. 2024年11月27日閲覧。 ※東京都統計データアーカイブより、調査名と対象年を手動選択。
13. ↑  “東京都統計年鑑 平成9年 114 JRの駅別乗車人員” (xls). 東京都統計データアーカイブ.   東京都. 2024年11月27日閲覧。 ※東京都統計データアーカイブより、調査名と対象年を手動選択。
14. ↑  “東京都統計年鑑 平成10年 107～138表 運輸及び通信” (PDF). 東京都統計データアーカイブ.   東京都. 2024年11月27日閲覧。 ※東京都統計データアーカイブより、調査名と対象年を手動選択。
15. ↑  “東京都統計年鑑 平成11年 107～138表 運輸及び通信” (PDF). 東京都統計データアーカイブ.   東京都. 2024年11月27日閲覧。 ※東京都統計データアーカイブより、調査名と対象年を手動選択。
16. ↑  “113 JRの駅別乗車人員（平成8～12年度）” (xls). 東京都統計年鑑 平成12年.   東京都. 2024年11月27日閲覧。
17. ↑  “113 JRの駅別乗車人員” (xls). 東京都統計年鑑 平成13年.   東京都. 2024年11月27日閲覧。
18. ↑  “113 JRの駅別乗車人員” (xls). 東京都統計年鑑 平成14年.   東京都. 2024年11月27日閲覧。
19. ↑  “113 JRの駅別乗車人員” (xls). 東京都統計年鑑 平成15年.   東京都. 2024年11月27日閲覧。
20. ↑  “113 JRの駅別乗車人員” (xls). 東京都統計年鑑 平成16年.   東京都. 2024年11月27日閲覧。
21. ↑  “115 JRの駅別乗車人員” (xls). 東京都統計年鑑 平成17年.   東京都. 2024年11月27日閲覧。
22. ↑  “9-8 JRの駅別乗車人員” (xls). 東京都統計年鑑 平成18年.   東京都. 2024年11月27日閲覧。
23. ↑  “9-8 JRの駅別乗車人員” (xls). 東京都統計年鑑 平成19年.   東京都. 2024年11月27日閲覧。
24. ↑  “9-8 JRの駅別乗車人員” (xls). 東京都統計年鑑 平成20年.   東京都. 2024年11月27日閲覧。
25. ↑  “4-8 JRの駅別乗車人員” (xls). 東京都統計年鑑 平成21年.   東京都. 2024年11月27日閲覧。
26. ↑  “4-8 JRの駅別乗車人員” (xls). 東京都統計年鑑 平成22年.   東京都. 2024年11月27日閲覧。
27. ↑  “4-8 JRの駅別乗車人員” (xls). 東京都統計年鑑 平成23年.   東京都. 2024年11月27日閲覧。
28. ↑  “4-8 JRの駅別乗車人員” (xls). 東京都統計年鑑 平成24年.   東京都. 2024年11月27日閲覧。
29. ↑  “4-8 JRの駅別乗車人員” (xls). 東京都統計年鑑 平成25年.   東京都. 2024年11月27日閲覧。
30. ↑  “4-8 JRの駅別乗車人員” (xls). 東京都統計年鑑 平成26年.   東京都. 2024年11月27日閲覧。
31. ↑  “4-8 JRの駅別乗車人員” (xls). 東京都統計年鑑 平成27年.   東京都. 2024年11月27日閲覧。
32. ↑  “4-8 JRの駅別乗車人員” (xls). 東京都統計年鑑 平成28年.   東京都. 2024年11月27日閲覧。
33. ↑  “4-8 JRの駅別乗車人員” (xls). 東京都統計年鑑 平成29年.   東京都. 2024年11月27日閲覧。
34. ↑  “4-8 JRの駅別乗車人員” (xls). 東京都統計年鑑 平成30年.   東京都. 2024年11月27日閲覧。
35. ↑  “4-8 JRの駅別乗車人員” (xls). 東京都統計年鑑 平成31年・令和元年.   東京都. 2024年11月27日閲覧。
36. ↑  “4-8 JRの駅別乗車人員” (xls). 東京都統計年鑑 令和2年.   東京都. 2024年11月27日閲覧。
37. ↑  “4-8 JRの駅別乗車人員” (xls). 東京都統計年鑑 令和3年.   東京都. 2024年11月27日閲覧。
38. ↑  “4-8 JRの駅別乗車人員” (xls). 東京都統計年鑑 令和4年.   東京都. 2024年11月27日閲覧。

板橋区の統計
1. ↑  “12.運輸・通信（第150表～第156表）” (xls). 第39回板橋区の統計 平成19年版（2007年）. 平成19年版板橋区の統計 12.運輸・通信.   板橋区. 2024年11月27日閲覧。
2. ↑  “12.運輸・通信（第151表～第157表）” (PDF). 第40回板橋区の統計 平成20年版（2008年）. 平成20年版板橋区の統計 12.運輸・通信.   板橋区. 2024年11月27日閲覧。
3. ↑  “12.運輸・通信（第149表～第155表）” (PDF). 第41回板橋区の統計 平成21年版（2009年）. 平成21年版板橋区の統計 12.運輸・通信.   板橋区. 2024年11月27日閲覧。
4. ↑  “12.運輸・通信（第148表～第154表）” (PDF). 第42回板橋区の統計 平成22年版（2010年）. 平成22年版板橋区の統計 12.運輸・通信.   板橋区. 2024年11月27日閲覧。
5. ↑  “12.運輸・通信（第147表～第153表）” (PDF). 第43回板橋区の統計 平成23年版（2011年）. 平成23年版板橋区の統計 12.運輸・通信.   板橋区. 2024年11月27日閲覧。
6. ↑  “12.運輸・通信（第147表～第153表）” (PDF). 第44回板橋区の統計 平成24年版（2012年）. 平成24年版板橋区の統計 12.運輸・通信.   板橋区. 2024年11月27日閲覧。
7. ↑  “12.運輸・通信（第144表～第150表）” (PDF). 第45回板橋区の統計 平成25年版（2013年）. 平成25年版板橋区の統計 12.運輸・通信.   板橋区. 2024年11月27日閲覧。
8. ↑  “12.運輸・通信（第144表～第150表）” (PDF). 第46回板橋区の統計 平成26年版（2014年）. 平成26年版板橋区の統計 12.運輸・通信.   板橋区. 2024年11月27日閲覧。
9. ↑  “12.運輸・通信（第144表～第150表）” (PDF). 第47回板橋区の統計 平成27年版（2015年）. 平成27年版板橋区の統計 12.運輸・通信.   板橋区. 2024年11月27日閲覧。
10. ↑  “12.運輸・通信（第144表～第150表）” (PDF). 第48回板橋区の統計 平成28年版（2016年）. 平成28年版板橋区の統計 12.運輸・通信.   板橋区. 2024年11月27日閲覧。
11. ↑  “12.運輸・通信（第142表～第147表）” (PDF). 第49回板橋区の統計 平成29年版（2017年）. 平成29年版板橋区の統計 12.運輸・通信.   板橋区. 2024年11月27日閲覧。
12. ↑  “12.運輸・通信（第143表～第148表）” (PDF). 第50回板橋区の統計 平成30年版（2018年）. 平成30年版板橋区の統計 12.運輸・通信.   板橋区. 2024年11月27日閲覧。
13. ↑  “12.運輸・通信（第144表～第149表）” (PDF). 第51回板橋区の統計 令和元年版（2019年）. 令和元年版板橋区の統計 12.運輸・通信.   板橋区. 2024年11月27日閲覧。
14. ↑  “12.運輸・通信（第144表-第149表）” (PDF). 第52回板橋区の統計 令和2年版（2020年）. 令和2年版板橋区の統計 12.運輸・通信.   板橋区. 2024年11月27日閲覧。
15. ↑  “12.運輸・通信（第144表-第149表）” (PDF). 第53回板橋区の統計 令和3年版（2021年）. 令和3年版板橋区の統計 12.運輸・通信.   板橋区. 2024年11月27日閲覧。
16. ↑  “12.運輸・通信（第144表-第149表）” (PDF). 第54回板橋区の統計 令和4年版（2022年）. 令和4年版板橋区の統計 12.運輸・通信.   板橋区. 2024年11月27日閲覧。
17. ↑  “12.運輸・通信（第144表-第149表）” (PDF). 第55回板橋区の統計 令和5年版（2023年）. 令和5年版板橋区の統計 12.運輸・通信.   板橋区. 2024年11月27日閲覧。